# Monts Foja
Les monts Foja (localement Pegunungan Foja) sont une chaîne de montagnes située dans la province de Papouasie en Indonésie. Au cœur d'une forêt tropicale humide, les monts Foja sont presque inaccessibles.
Le plus haut sommet de la chaîne culmine à 2 230 m d'altitude.

## Biodiversité
Un parc national des Mamberamo-Foja est en projet.